# Есен
Есен је град у њемачкој савезној држави Северна Рајна-Вестфалија. Са око 576.000 становника спада међу највеће градове Немачке. Есен лежи у центру Рурске области северно од реке Рур.

## Економија
Град је седиште многих немачких концерна: грађевинског РВЕ (RWE AG), трговинских Алди-север (Aldi-Nord) и Карштат-Квеле (KarstadtQuelle AG), енергетских РАГ (RAG, некадашњи „Рурски угаљ“) и Еон-Рургас (Eon-Ruhrgas).
Есен је дуго времена повезиван са корпорацијом за производњу челика Круп. Чак је имао надимак „Круп-град“, јер је подручје Крупових фабрика било веће од остатка града. Та времена углавном припадају историји од пре Другог светског рата. Иако је након спајања са фирмом Тисен (Thyssen) централа компаније остала у Есену, у граду више нема Крупових фабрика.
Рудник угља у околини града (отворен 1932, затворен 1986) и коксара имају статус светског наслеђа индустријског доба УНЕСКОа. Некада је то био највећи рудник угља у свету.

## Географија
Град се налази на надморској висини од 116 метара. Површина општине износи 210,3 km². У самом граду је, према процјени из 2010. године, живјело 576.259 становника. Просјечна густина становништва износи 2.740 становника/km². Посједује регионалну шифру (AGS) 5113000, NUTS (DEA13) и LOCODE (DE ESS) код.

## Партнерски градови
- Сандерланд
- Тампере
- Гренобл
- Нижњи Новгород
- Тел Авив
- Забже